# 国道302号

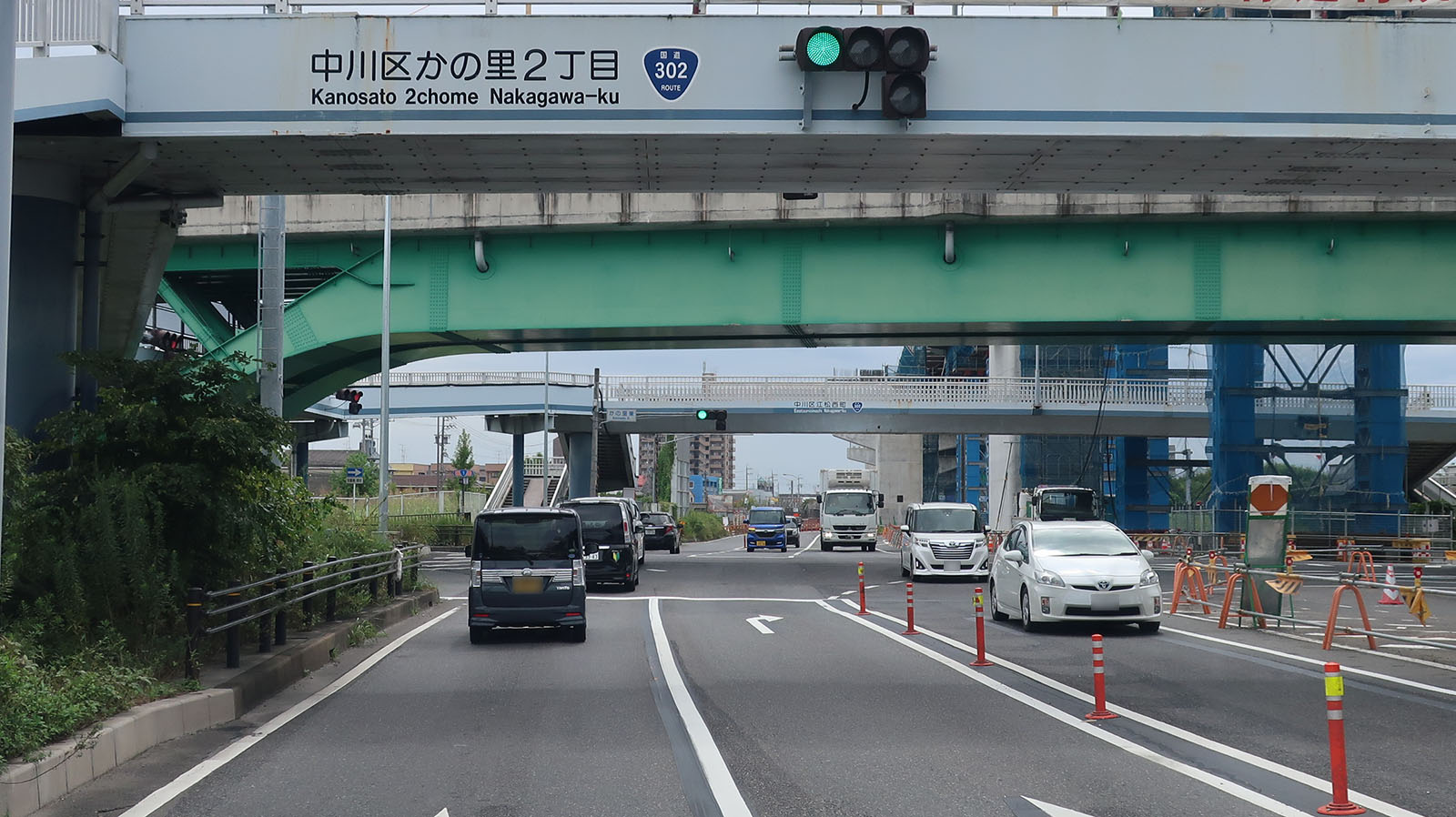
国道302号 起終点
愛知県名古屋市中川区
かの里東交差点

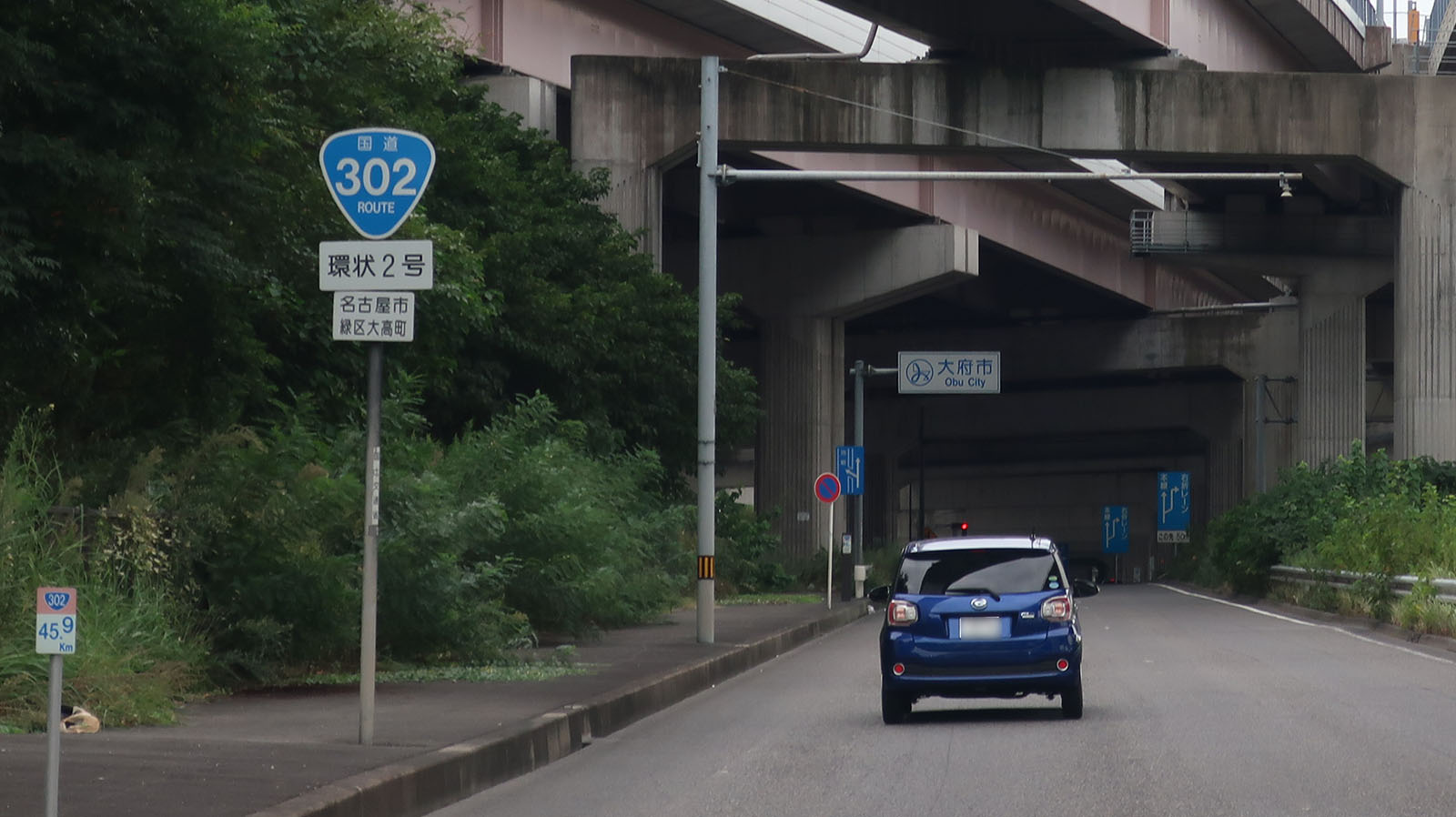
愛知県名古屋市緑区別所山
「環状2号」の標識

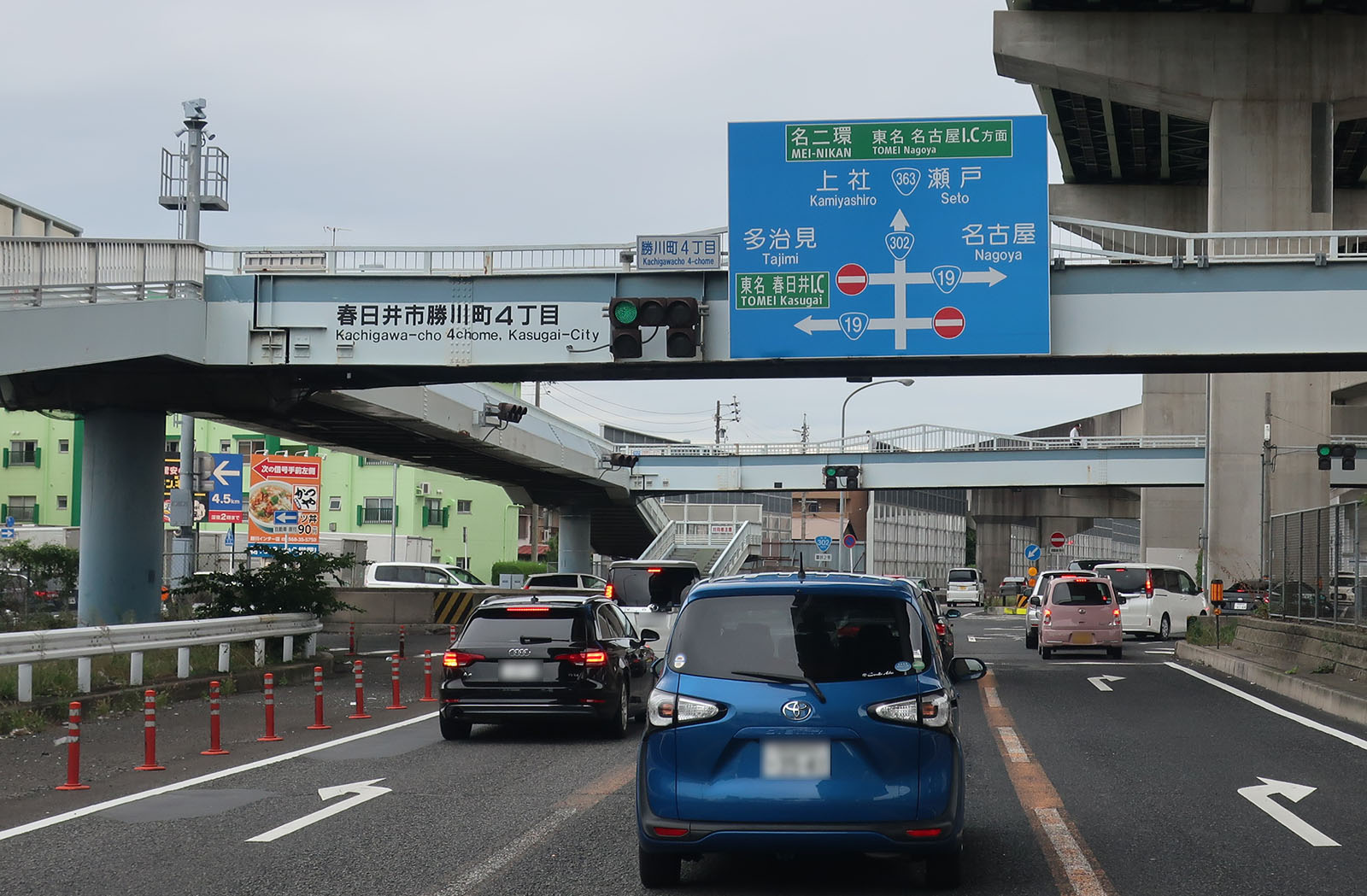
国道19号との交差
愛知県春日井市勝川町4丁目

国道302号（こくどう302ごう）は、愛知県名古屋市中川区を起終点とし、名古屋環状2号線と呼ばれる外環道路で、名古屋第二環状自動車道（名二環）と並行する一般道路部分と伊勢湾岸自動車道の一部を構成する伊勢湾岸道路（高速自動車国道に並行する一般国道自動車専用道路）からなる一般国道である。

## 概要
愛知県名古屋市守山区喜多山1丁目付近は渋滞が多く発生している。この前後で車線が減少しているためであるが、交通の円滑化および踏切事故の解消を目的とした名鉄瀬戸線の小幡駅 - 大森・金城学院前駅間（1.9 km）の単独立体交差事業が進んでおり、完成予定の2026年（令和8年）度以降、渋滞の解消が期待される。
なお、同じ名古屋の外環道路である愛知県道59号名古屋中環状線との交点が5箇所あり、名古屋環状2号線は英語では「Ring Road No.2」と案内されている。
路線中、名古屋港横断区間の東海IC - 飛島IC間が当路線の自動車専用道路区間（有料区間）となる。

### 路線データ
一般国道の路線を指定する政令に基づく起終点および重要な経過地は次のとおり。
- 起点：名古屋市中川区（かの里二丁目、かの里東交差点 = 国道1号交点）
- 終点：名古屋市中川区（起点に同じ）
- 重要な経過地：愛知県西春日井郡春日町[注釈 2]、名古屋市西区、同市北区、春日井市、名古屋市守山区、同市名東区、同市天白区、同市緑区、東海市、同県海部郡飛島村、名古屋市港区
- 総延長 : 69.3 km（愛知県 27.1 km、名古屋市 42.2 km）[3][注釈 3]
- 重用延長 : なし[3][注釈 3]
- 未供用延長 : なし[3][注釈 3]
- 実延長 : 69.3 km（愛知県 27.1 km、名古屋市 42.2 km）[3][注釈 3]
  - 現道 : 69.3 km（愛知県 67.1 km、名古屋市 42.2 km）[3][注釈 3]
  - 旧道 : なし[3][注釈 3]
  - 新道 : なし[3][注釈 3]
- 指定区間：名古屋市中川区富田町大字江松字長池137番 - 清須市春日長久寺99番1 - 名古屋市緑区有松南101番1 - 同市中川区富田町大字江松字長池137番（全線）[4]

## 歴史
- 1970年（昭和45年）4月1日 - 一般国道302号（愛知県名古屋市千種区 - 愛知県海部郡飛島村）として指定施行[5]。
- 1975年（昭和50年）4月1日 - 一般国道302号（名古屋市中川区 - 名東区 - 名古屋市中川区）として指定施行[6]。
- 2011年（平成23年）3月28日 - 春日井市地蔵川付近の一般国道部の開通により、全線開通[7][8]。

## 路線状況

### 通称
- 環状2号（名古屋環状2号線）

## 地理

### 通過する自治体
- 愛知県
  - 名古屋市（中川区） - 海部郡大治町 - あま市 - 清須市 - 名古屋市（西区 - 北区） - 春日井市 - 名古屋市（守山区 - 名東区 - 天白区 - 緑区） - 大府市 - 東海市 - 名古屋市（港区） - 海部郡飛島村

### 交差する道路

#### 一般国道部分
- 国道1号（起点・終点 : 名古屋市中川区・かの里東交差点）
- 国道22号（清須市・朝日交差点）
- 国道41号（名古屋市北区・大我麻町交差点）
- 国道19号（春日井市・勝川町4丁目交差点）
- 国道363号（名古屋市名東区・引山交差点）
- 国道153号（名古屋市天白区・天白高校東交差点）
- 国道1号（名古屋市緑区・北平部交差点）
- 国道23号（名古屋市緑区・名古屋南IC交差点）
- 国道247号（東海市・東海IC交差点）
- 東海IC : 伊勢湾岸自動車道（自動車専用道）
- 飛島IC : 伊勢湾岸自動車道（自動車専用道）
- 国道23号（海部郡飛島村・梅之郷IC）

※ なお、並行する名古屋第二環状自動車道とはすべてのインターチェンジで接続する。

#### 交差する河川・鉄道
- 日光川（飛島大橋）
- 近鉄名古屋線（高架）
- 関西本線（高架）
- 尾張サイクリングロード - 名古屋市上下水道局の水道送水幹線
- 名鉄津島線（踏切）
- 名鉄名古屋本線（踏切）
- 東海道新幹線・東海道本線（高架、道路側も半地下）
- 五条川
- 新川（新平田橋）
- 名鉄犬山線（高架）
- 名鉄小牧線（高架）
- JR東海交通事業城北線（高架）
- 中央本線（高架）
- 地蔵川
- 尾張広域緑道 - 名古屋市上水道
- 庄内川（庄内川大橋）
- 名鉄瀬戸線（高架）
- 矢田川（矢田川大橋）
- 香流川（引山橋）
- 名古屋市営地下鉄東山線（高架）
- 天白川（天白川大橋）
- 名古屋市営地下鉄鶴舞線（地下）
- 名古屋市営地下鉄桜通線（地下）
- 扇川
- 名鉄名古屋本線（跨線橋）
- 東海道本線・東海道新幹線（跨線橋）
- 名鉄常滑線（跨線橋）
- 名古屋臨海鉄道南港線（高架）